# 三角巧克力

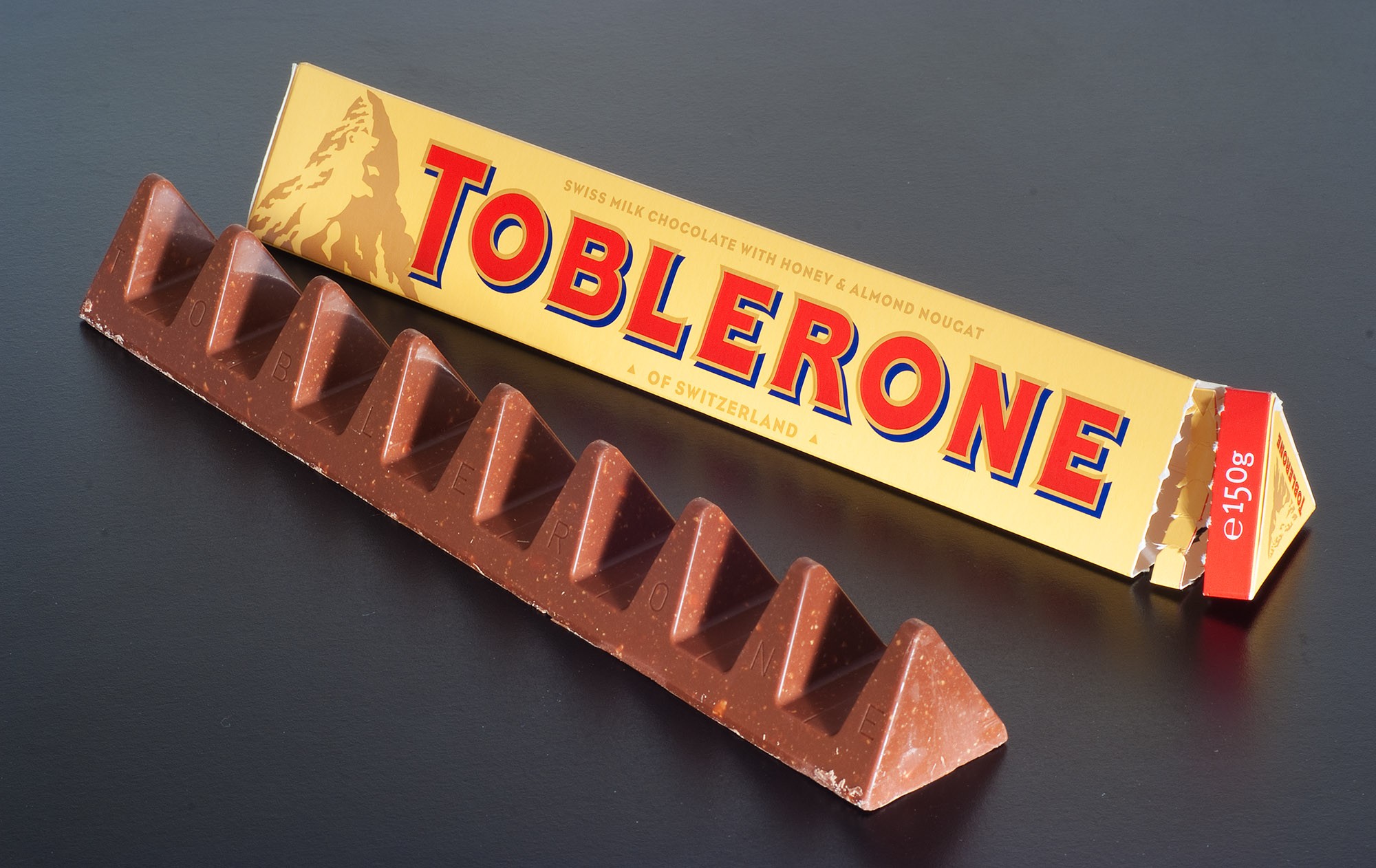
瑞士三角巧克力

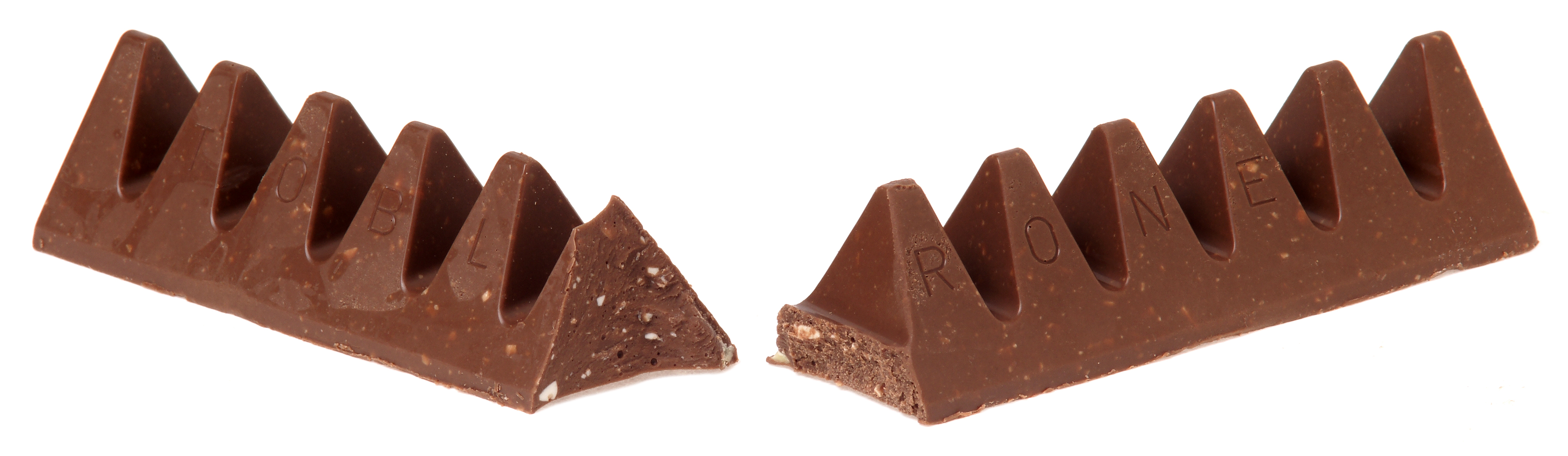
三角巧克力2016年前的材料原版造型，象征着马特洪峰，2023年起三角朱古力的生產工序將遷到斯洛伐克廠房，由於不符合表示瑞士品牌的法規，故此包裝改為顯示阿爾卑斯山

三角巧克力（英語：Toblerone），是一家瑞士巧克力棒品牌，2012起归美国亿滋国际所有。中文名字源于其特有的三角巧克力造型，象征瑞士阿尔卑斯山的馬特洪峰。

## 历史

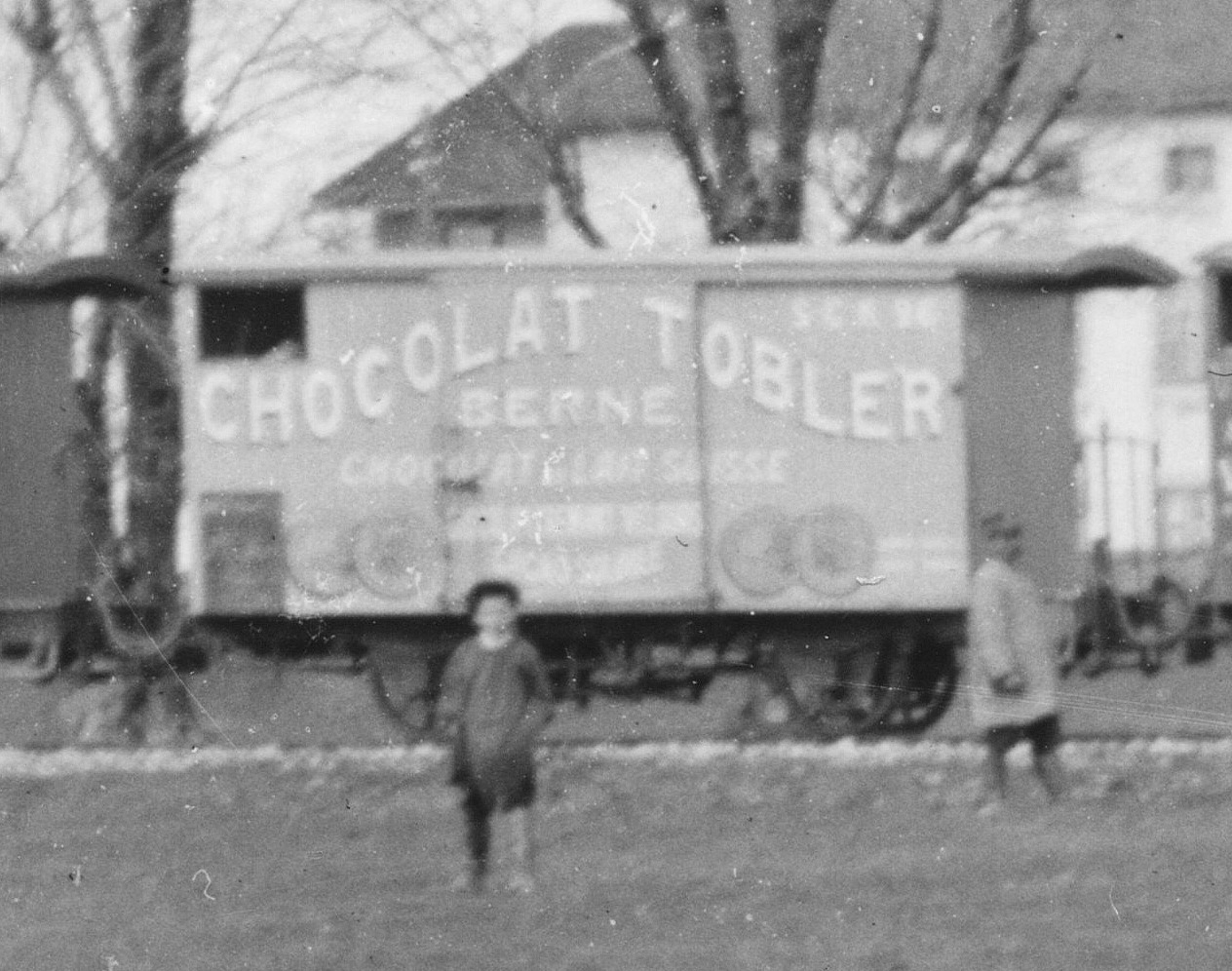
一輛用來裝載瑞士三角巧克力的有蓋鐵路貨車。1892年至1932年間攝於瑞士勒布瓦

1907年，三角巧克力刚发明时，是一种含有牛轧糖、杏仁和蜂蜜的牛奶巧克力。1970年后，多种口味的巧克力，如黑巧克力、白巧克力、雪峰巧克力（顶端为白巧克力），OneByOne（独立包装的巧克力）等相继问世。巧克力在瑞士伯尔尼生产。
自2016年起，由于食品原材料成本上涨，三角巧克力的造型发生了改变。两个三角之间的隔档加宽，使得重量减少约10%。
2023年，三角巧克力的母公司美國億滋國際將生產廠房由瑞士遷到斯洛伐克，由於瑞士在2017年通過《瑞士法》（Swissness Act），嚴格規管食品、服務及工業產品，必須含有最少80%來自瑞士的原材料及大部分於瑞士加工，才可使用瑞士國旗或其他具象徵意義的標誌，三角巧克力由斯洛伐克廠房生產後，便不符合瑞士製造的產地法規，所以包裝不能再標示瑞士製造（Swiss made）及瑞士象徵的馬特洪峰。新包裝會包含三角巧克力品牌創辦人Theodor Tober的簽名元素。而產品過往於有灰熊之都（The City of Bears）之稱的伯恩生產，近年民眾才發現現有包裝上隱藏的熊人圖案，則將會在新包裝裡得以保存。而“瑞士製造”亦會變成“在瑞士創立”。